# Elaphria barbarossa
Elaphria barbarossa là một loài bướm đêm trong họ Noctuidae.